# The Rocket Summer (EP)
 (juillet 2021).
Si vous disposez d'ouvrages ou d'articles de référence ou si vous connaissez des sites web de qualité traitant du thème abordé ici, merci de compléter l'article en donnant les références utiles à sa vérifiabilité et en les liant à la section « Notes et références ».
The Rocket Summer EP est la démo du groupe américain de rock indépendant The Rocket Summer, autoproduit en 2000, et ré-éditée en Novembre 2006 sous le nom The Early Years.

## Liste des titres
1. So Far Away
2. My Typical Angel
3. Teenage Love Rock
4. That's What She Said
5. December Days